# 6298 Sawaoka
A 6298 Sawaoka (ideiglenes jelöléssel (6298) 1988 XC) a Naprendszer kisbolygóövében található aszteroida. Takuo Kojima fedezte fel 1988. december 1-én.